# Zygantis
Zygantis fou una ciutat del libis la població de la qual (els zigantes o zigantis) es destacava per la seva habilitat a preparar la mel. Alguns erudits els identifiquen amb el gizantes (gyzantes) d'Heròdot, a l'oest de llac Tritonis, que també tenien aquesta habilitat.